# Sopurka
A Sopurka (más néven Szapurka, Gyertyános ukránul: Шопурка [Sopurka]) patak Kárpátalján, a Tisza jobb oldali mellékvize. Hossza 13 km, vízgyűjtő területe 283 km². Esése 6,5 ‰.
Gyertyánligeten jön létre a Szerednya-rika és a Krajnya-rika egyesüléséből. Nagybocskón ömlik a Tiszába.

## Települések a folyó mentén
- Gyertyánliget (Кобилецька Поляна)
- Nagybocskó (Великий Бичків)

## Mellékvizek
Jelentősebb mellékvizei (zárójelben a torkolattól mért távolság):
- Krajnya-rika (jobb forráság, jobb part, 12 km)
- Szerednya-rika (bal forráság, bal part, 12 km)